# Financiamento climático em Guiné-Bissau
O financiamento climático em Guiné‑Bissau consiste em uma combinação de recursos públicos, investimentos privados e financiamentos multilaterais para apoiar projetos de adaptação e mitigação das alterações climáticas. 
Guiné‑Bissau é altamente vulnerável a alterações climáticas devido à sua topografia plana e extensa zona costeira, onde cerca de 70% da população reside; a intrusão salina tem degradado a produção de arroz e chuvas irregulares provocam inundações e longos períodos de seca.
Os recursos públicos incluem a estruturação do Instituto Nacional de Meteorologia da Guiné‑Bissau (INM‑GB) para monitoramento climático e a elaboração do Plano de Ação Nacional de Adaptação (PANA), com apoio técnico na formulação de prioridades e ações setoriais. Desde janeiro de 2023, o FMI também disponibilizou uma linha de crédito de 38,4 milhões de dólares para consolidar a recuperação económica e criar espaço fiscal para políticas de adaptação.
A diversificação de fontes de financiamento, sobretudo atraindo capital doméstico, é essencial para garantir adaptação de longo prazo e reduzir a dependência de doações externas.

## Contexto climático e vulnerabilidades

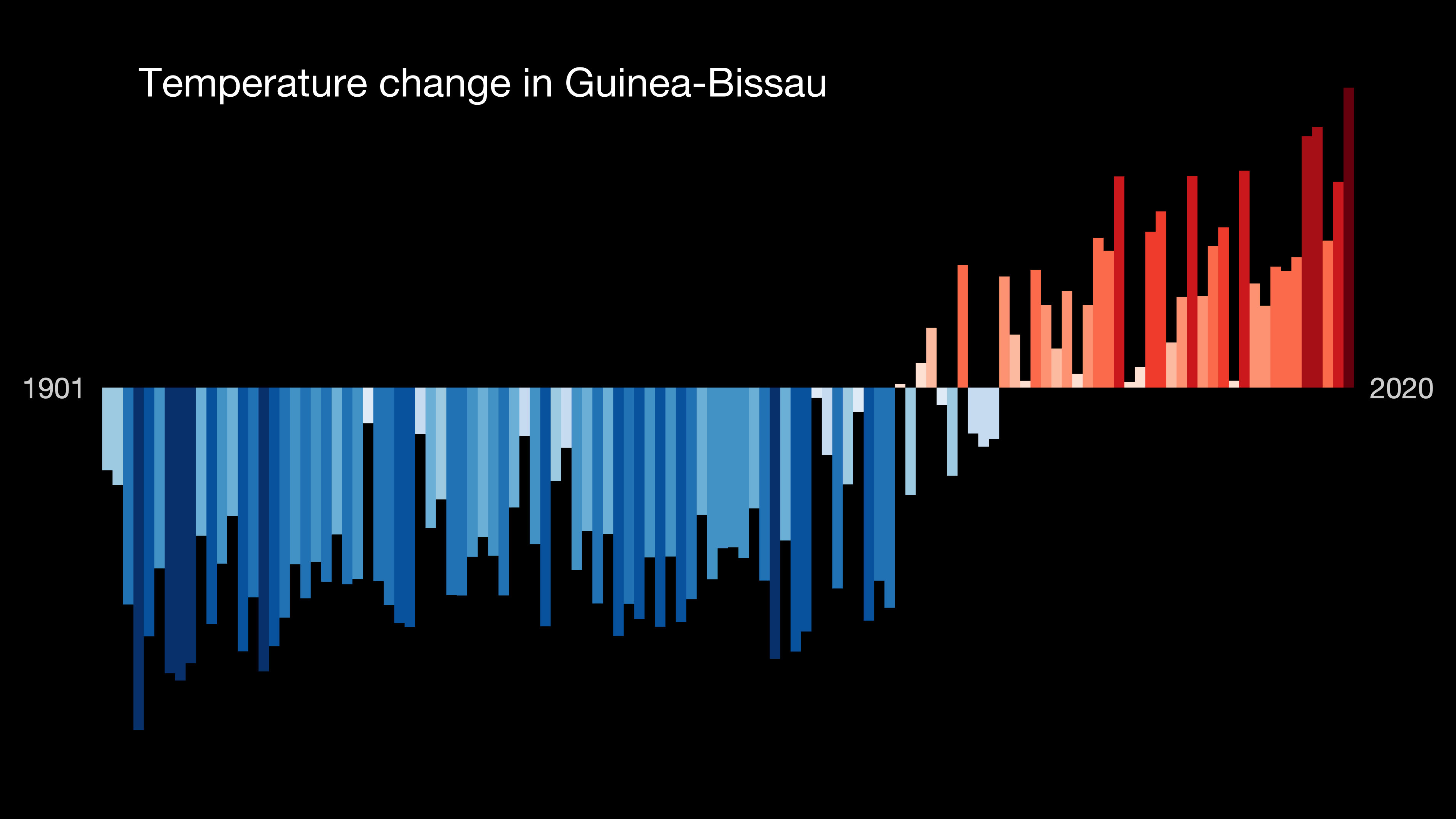
Gráfico das mudanças de temperatura nos últimos 100 anos na Guiné-Bissau.

Guiné‑Bissau é um dos países mais vulneráveis a alterações climáticas devido à sua topografia plana e extensa zona costeira. Cerca de 70% da população vive junto ao oceano, aumentando a exposição ao aumento do nível do mar. A intrusão salina em aquíferos costeiros tem degradado a produção de arroz, principal alimento local. Chuvas intensas e mal distribuídas causam inundações frequentes, afetando estradas e habitações. A irregularidade das chuvas acentua longos períodos de seca, prejudicando a agricultura de subsistência.
Alguns eventos extremos recentes incluem inundações, secas severas e ciclones tropicais. Em junho de 2018, um temporal causou três mortos, atingiu cerca de 2.000 famílias (11.541 pessoas) e destruiu 420 habitações. Em 2020, chuvas torrenciais deixaram cerca de mil famílias sem teto, com previsão de até três mil afetadas; o Ministério da Agricultura alertou que mais de nove mil famílias camponesas enfrentariam fome devido à destruição de campos de arroz, base da dieta local.

## Financiamento público
O país estabeleceu o Instituto Nacional de Meteorologia da Guiné-Bissau (INM-GB), responsável por monitorar as condições climáticas e fornecer informações essenciais para a tomada de decisões relacionadas ao clima. Além disso, lançou a Quarta Comunicação Nacional sobre as Mudanças Climáticas, destacando a necessidade urgente de ações para enfrentar os impactos climáticos.
Guiné-Bissau também desenvolveu o Plano de Ação Nacional de Adaptação (PANA), identificando setores vulneráveis e propondo medidas para reduzir os impactos das mudanças climáticas.
Em parceria com o Programa das Nações Unidas para o Desenvolvimento (PNUD), a Guiné-Bissau lançou projetos para reforçar o sistema de informação e alerta precoce, visando um desenvolvimento mais resiliente às mudanças climáticas.
A União Europeia, em parceria com organizações locais (ESSOR, Asas de Socorro, ADPP‑GB), financia desde 2020 programas de hortas agroecológicas nas regiões de Bissau, Cacheu e Oio, beneficiando diretamente 2.800 produtores e promovendo o aumento médio de 15% no rendimento agronómico.

## Financiamento privado
O Plano de Investimento para Energia Sustentável identificou potenciais investidores privados e fundos de private equity para parques solares e eficiência energética. Porém, o financiamento privado para o clima na Guiné‑Bissau ainda é incipiente — há poucos investimentos diretos de empresas privadas em projetos de energia limpa ou adaptação.
O projeto Solar Energy Scale-up and Access inclui mini-redes solares nas ilhas Bijagós (Bolama, Rubane e Bubaque) com participação do setor privado, incluindo o Banco Mundial. Esses sistemas usam cerca de 500 kWp de painéis fotovoltaicos com baterias, beneficiando 2.600 famílias, totalizando 15.000 pessoas.
Desde 2012, o projeto SSD‑FRES (com apoio da UE) fornece energia solar a 3.700 consumidores rurais da região de Gabu, com kits de painel mais bateria por 6.000 francos CFA por mês.

## Cooperação internacional e financiamento externo
Lançado em dezembro de 2018 com a UNIDO, o Centro de Energias Renováveis e Eficiência Energética da CEDEAO (ECREEE), Associação Lusófona de Energias Renováveis (ALER) e o Fundo Global para o Meio Ambiente, prevê 700 milhões de dólares até 2030 para mini‑redes, bioeletricidade e eficiência energética, tendo captado 50 milhões até o final de 2018, com destaque para projetos em Bambadinca, Bissorã e Contuboel.
Em janeiro de 2023, o FMI aprovou um mecanismo de crédito ampliado de 38,4 milhões de dólares para a Guiné‑Bissau, parte do qual visa reforçar a resiliência económica e apoiar reformas ligadas à adaptação climática.
Em junho de 2023, a Guiné‑Bissau assinou uma carta conjunta com nove nações da África Ocidental pedindo o reconhecimento de créditos de carbono como ferramenta para atrair investimentos em projetos de conservação e adaptação.

## Impactos e resultados

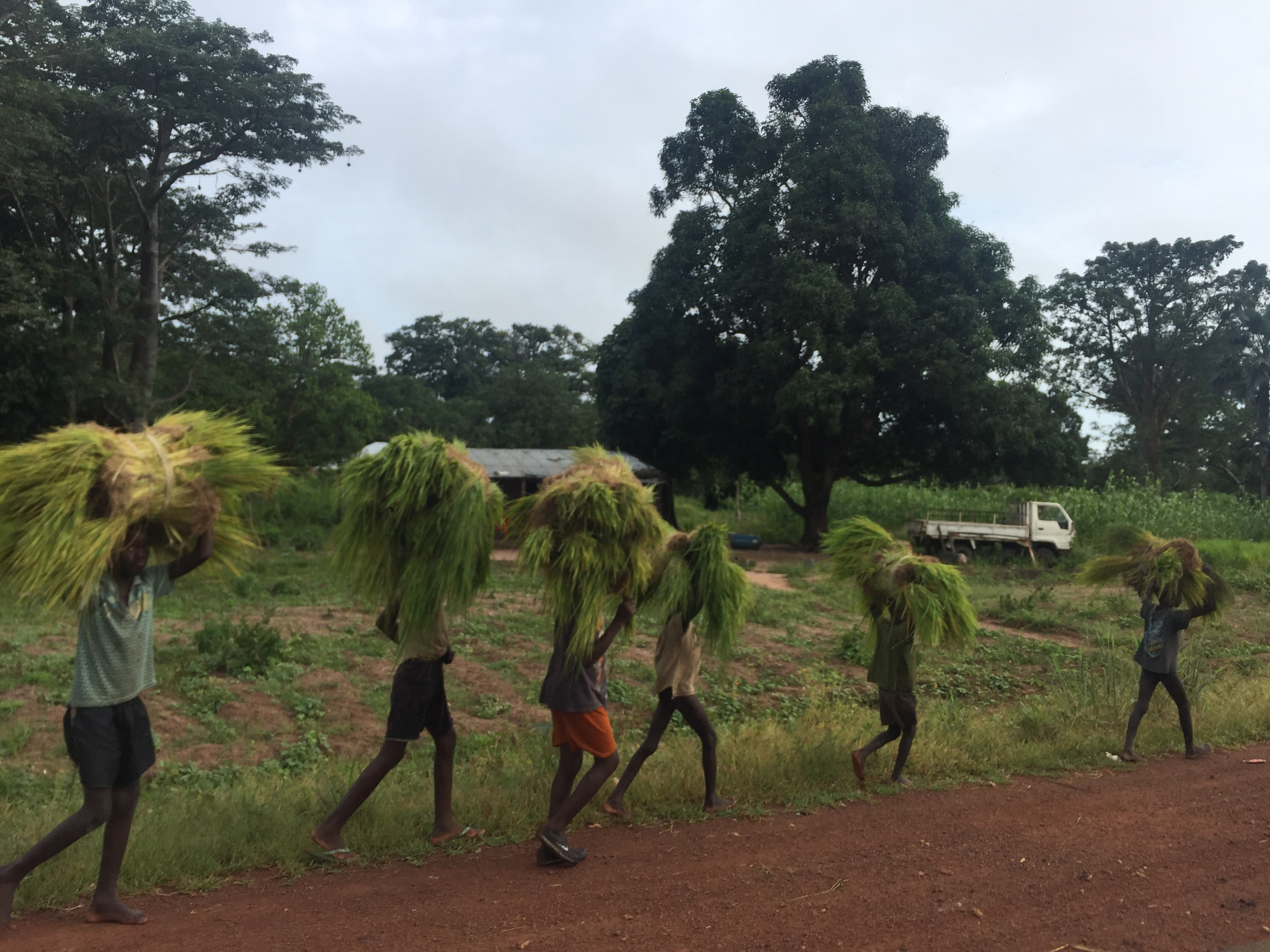
Agricultores da Guiné-Bissau carregando feixes de arroz recém colhidos.

Em 2016, a Ajuda de Desenvolvimento de Povo para Povo (ADPP) processou 2 toneladas de óleo de jatrofa para produção de biocombustível e formou 53 professores de ensino básico em energia renovável, reforçando a integração de tecnologias limpas no Clube de Agricultores.
Em 2023, foi concluída a primeira fase do projeto de mini‑redes solares nas ilhas Bijagós, instalando 500 kWp de painéis fotovoltaicos e baterias para atender 1.200 lares e pequenas empresas.
Em 2024, foi lançado projeto da PNUD de reforço do sistema de informação climática, com instalação de novas estações meteorológicas e alertas precoces para comunidades costeiras.

## Críticas e controvérsias
A Transparência Internacional atribui à Guiné‑Bissau apenas 21/100 no Índice de Percepção de Corrupção de 2024, indicando risco elevado de mau uso de fundos públicos, incluindo os destinados ao clima. O FMI destaca que a instabilidade política e as fragilidades institucionais reduzem a eficácia dos financiamentos e elevam o risco de desvio de recursos. O Relatório sobre Clima e Desenvolvimento do País da UE para a Guiné-Bissau sublinha que a limitada capacidade financeira e as fraquezas do setor público impedem a implementação ágil de projetos climáticos.

## Perspectivas futuras
O Relatório sobre Clima e Desenvolvimento do Banco Mundial destaca que, sem adaptação, o país pode sofrer uma redução de 7,3% no PIB per capita até 2050 e um aumento de mais de 200.000 pessoas em situação de pobreza. Para mitigar esses impactos, são necessárias reformas na governança, estabilidade política e um ambiente de negócios favorável, além de investimentos em agricultura sustentável, reflorestamento e acesso à energia. A dependência excessiva de financiamento público internacional é uma preocupação. O Banco Mundial enfatiza a necessidade de diversificar as fontes de financiamento para enfrentar os desafios climáticos e de desenvolvimento.